# TS-1/34 Promyk
TS-1/34 "Promyk" – polski szybowiec wyczynowy zbudowany w dwudziestoleciu międzywojennym. 

## Historia
Koncepcja szybowca powstała w 1934 roku, kiedy to inżynierowie Tadeusz Tarczyński i Wiesław Stępniewski opracowali założenia dla szybowca o małej rozpiętości skrzydeł. Był to pomysł wynikający z dyskusji i badań przeprowadzonych w tym czasie wielu krajach.
Do realizacji projektu, z powodów problemów finansowych Warsztatów Szybowcowych ZASPL oraz przeniesienia inż. Stępniewskiego z PZL do Instytutu Techniki Szybownictwa we Lwowie, doszło dopiero w 1936 roku. Była to pierwsza w Polsce konstrukcja, w której zastosowano klapy. W ITS opracowano dokumentację konstrukcyjną, nie powstała natomiast dokumentacja szczegółowa. Sprawdzano w ten sposób możliwość prowadzenia produkcji w oparciu o dokumentację uproszczoną.
Warsztaty Szybowcowe ZASPL ukończyły budowę prototypu na początku 1937 roku. Oblotu szybowca dokonał Zbigniew Żabski na lotnisku w Skniłowie. Następnie został przekazany do Instytutu Technicznego Lotnictwa w Warszawie do dalszych badań. Potwierdziły one bardzo dobre osiągi i własności pilotażowe szybowca. Odznaczał się bardzo dobrą sterownością na dużych kątach natarcia. Zastosowane w szybowcu klapy dawały możliwość krążenia z prędkościami poniżej 50 km/h, skracały znacznie start za samolotem oraz mogły być wykorzystywane jako hamulec aerodynamiczny.
Jesienią 1937 roku inż. Zbigniew Oleński na podstawie badań własności lotnych szybowca opracował technikę walki powietrznej z użyciem klap, którą później zaprezentował Brytyjczykom w bazie RAF w Farnborough.
Szybowiec został przekazany do szkoły szybowcowej w Bezmiechowej, gdzie był używany do wybuchu II wojny światowej. Z uwagi na jednoczęściową konstrukcję płata, utrudniającą transport, szybowiec nie był wykorzystywany do przelotów. Konstruktorzy opracowali wersję rozwojową oznaczoną jako TS-2, jednak wybuch wojny przerwał dalsze prace. Jedyny istniejący egzemplarz nie przetrwał wojny.

## Konstrukcja
Jednomiejscowy szybowiec wyczynowy w układzie wolnonośnego grzbietopłatu o konstrukcji drewnianej.
Kadłub o konstrukcji półskorupowej, zakończony statecznikiem pionowym. Osłona kabiny jednoczęściowa, zdejmowana.
Płat o obrysie trapezowym, jednoczęściowy, jednodźwigarowy. Mocowany trzema sworzniami do wieżyczki nad kadłubem. Wyposażony w lotki oraz klapy z zamykanym przepływem konstrukcji Rudolfa Matza.
Usterzenie klasyczne, krzyżowe. Usterzenie poziome płytowe, wychylane różnicowo, zamontowane na dwóch wysięgnikach do kadłuba. Statecznik poziomy i pionowy o konstrukcji i pokryciu drewnianym, stery kryte płótnem.
Podwozie jednotorowe z płozą podkadłubową amortyzowaną dętką i płozą ogonową.

## Malowanie
Cały szybowiec był malowany na kremowo, z czerwonym noskiem kadłuba, pasem wzdłuż kadłuba i środkową częścią skrzydła. Na stateczniku znajdował się napis TS-1/34 Promyk i logo ZASPL.